# Лихтенштейн на летних Олимпийских играх 1964
Лихтенштейн принимал участие в Летних Олимпийских играх 1964 года в Токио (Япония) в пятый раз в своей истории, но не завоевал ни одной медали. Страну на Играх представляли два легкоатлета.

## Лёгкая атлетика
Спортсменов — 2
Мужчины
| Спортсмен    | Вид         | Забег     | Забег | Полуфинал | Полуфинал | Финал     | Финал     |
| Спортсмен    | Вид         | Результат | Место | Результат | Место     | Результат | Место     |
| ------------ | ----------- | --------- | ----- | --------- | --------- | --------- | --------- |
| Хуго Вальсер | 800м        | 1.57,5    | 7     | Не прошёл | Не прошёл | Не прошёл | Не прошёл |
| Хуго Вальсер | 1500м       | 3.53,3    | 10    | Не прошёл | Не прошёл | Не прошёл | Не прошёл |
| Алоис Бюхель | Десятиборье |           |       |           |           | 6849      | 14        |